# 特命!高橋克典の実感マニアック旅行inフランス
「特命!高橋克典の実感マニアック旅行inフランス」（とくめい たかはしかつのりのじっかんマニアックりょこうインフランス）は、2006年2月12日にテレビ朝日で放送された紀行バラエティ番組。

## 概要
ガイドブックやツアーにはないその国の素顔を見て、裏側を体感するマニアックな旅をするという内容となっている。これを特命として高橋克典に下し、高橋がフランスで旅をする。

## 放送日
2006年2月12日（日）14:00〜15:25
- 『サンデープレゼント』枠で放送。

## 出演者
- 高橋克典
- 新山千春
- 松本大（ナレーター）

## スタッフ
- 製作：メディアミックス・ジャパン
- プロデューサー：黒田徹也、山口一美
- ディレクター：渡辺修
- 構成：櫻井昭博
- 演出：柳岡秀一

## その他
- 番組名の特命は高橋の代表作でもあるテレビ朝日系ドラマ「特命係長 只野仁」から。このドラマの制作もMMJである。